# Stalowy rycerz

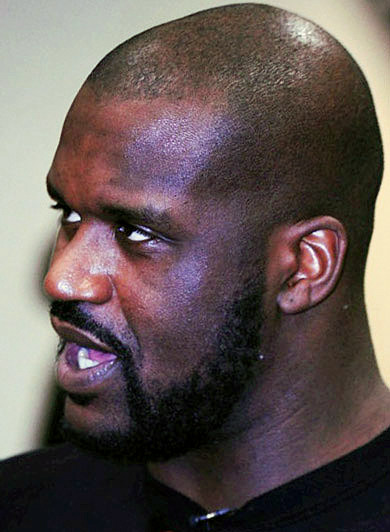
Shaquille O'Neal

Stalowy rycerz (ang. Steel) – amerykański film o superbohaterach z 1997 oparty na podstawie komiksu o tym samym tytule. W filmie występuje Shaquille O’Neal jako John Henry Irons alter ego Steel, Annabeth Gish porucznik Susan Sparks jego partnerka poruszająca się na wózku inwalidzkim, oraz Nathaniel Burke Judd Nelson jako ich rywal. Fabuła koncentruje się na wypadku spowodowanym przez Burke'a, w wyniku którego, sparaliżowana zostaje porucznik Susan Sparks. W wyniku wypadku Irons rzuca pracę. Burke rozpoczyna masową produkcję broni i sprzedaje ją przestępcom. Aby powstrzymać Burke'a, John Henry Irons wraz z Susan Sparks tworzy zbroję, dzięki której staje się  superbohaterem – Stalowym Rycerzem.
Film, napisany i wyreżyserowany przez Kennetha Johnsona, oddziela się od serii komiksów (status Johna Henry’ego Ironsa jako drugoplanowej postaci Supermana) poprzez wykorzystanie oryginalnych bohaterów i ich przeciwników (oponentów). Premiera filmu „Steel” była box bombą kasową ale sam film został skrytykowany przez krytyków, którzy narzekali na jego „tandetność” oraz słabe aktorstwo.

## Fabuła
Steel (John Henry Irons) (Shaquille O’Neal) był częścią elitarnego oddziału projektującego broń dla wojska. W skład tego oddziału wchodzili również porucznik Susan Sparks (Annabeth Gish) oraz żołnierz Nathaniel Burke (Judd Nelson) projektujący zaawansowane technologicznie pistolety laserowe, zbroje ochronne i działa dźwiękowe dla armii Stanów Zjednoczonych. Irons skonstruował broń nowej generacji, która dzięki falom dźwiękowym ma obezwładniać, a nie zabijać. Mogła ujarzmić walczących i usunąć fizyczne przeszkody. Podczas demonstracji testowej nowej broni Nathaniel Burke, ustawia jedno z dział dźwiękowych Ironsa na najwyższą moc (ignorując możliwość spowodowania potencjalnego niebezpieczeństwa), strzela z urządzenia w opuszczony budynek. Jednak broń strzela odwrotnie i niszczy budynek, w którym znajduje się elitarny zespół. Partnerka Ironsa, porucznik Susan "Sparky" Sparks, zostaje przygnieciona przez dużą płytę betonu ponosząc poważne obrażenia w wyniku których zostaje sparaliżowana. W sądzie Irons ujawnia rolę Burke'a w incydencie na skutek czego Burke zostaje zwolniony z wojska. Ponieważ jego broń spowodowała, że jego partnerka musi poruszać się na wózku John wycofuje się z badań i wraca do domu. W międzyczasie Burke knuje spisek, aby sprzedać broń Ironsa gangom przestępczym, rekrutując menedżera gier wideo, który pomoże mu wykonać ten czyn.
Wkrótce John staje się świadkiem napadu. Z przerażeniem odkrywa, że przestępcy posługują się bronią, którą on pomógł skonstruować. Nielegalna wersja broni nowej generacji trafiała na ulice Los Angeles za pośrednictwem skorumpowanego Burke'a dawnego współpracownika Ironsa. By przeciwdziałać złu, Irons wraz z porucznik Sparks oraz wujkiem Joe (Richard Roundtree) tworzy zbroję ze stali aby przemienić się w prawdziwego "Stalowego rycerza", walczącego z przemocą i niesprawiedliwością na ulicach. Podczas swojej krucjaty przeciwko zbrodni, Irons jest ścigany przez policję i jest zmuszony wrócić do swojej kryjówki. Następnej nocy przestępcy przygotowują się do napadu na inny bank. Irons, jako „Stalowy rycerz”, próbuje ich powstrzymać, ale przeszkadza mu broń złodziei. Kiedy John wraca do domu swojej babci (Irma P. Hall), zostaje aresztowany.
W międzyczasie Burke przygotowuje się do sprzedaży całej swojej zmodyfikowanej broni przez Internet każdej organizacji przestępczej na świecie. Kiedy Irons wychodzi z więzienia, Susan zostaje schwytana przez zbirów Burke'a. Irons, jako „Stalowy rycerz”, próbuje zinfiltrować siedzibę Burke'a, gdzie zostaje schwytany. Gdy Burke kontynuuje aukcję, zostaje oszukany przez Johna, który wraz z Sparks uwalnia się niszcząc siedzibę chciwego Nathaniela. Sam Burke zostaje zabity, gdy laser, którym strzela w kierunku Ironsa, odbija się od kombinezonu „Stalowego rycerza”.
Następnego dnia płk David (Charles Napier) rozmawia z aktorem Arnoldem Schwarzeneggerem (właściwie Irons przez modulator głosowy) o Steel i wydarzeniach z tego, co wydarzyło się poprzedniego dnia, i oferuje mu pomoc, zanim zda sobie sprawę, że to właśnie Irons, z którym rozmawia a potem Irons odrzuca ofertę Davida.
Podczas wielkiego otwarcia swojej restauracji babcia Ironsa opowiada mu o „Stalowym rycerzu”, a następnie mówi Joe, że wszyscy byliby dumni z jego bohaterstwa. Po tym, jak Sparky pokazuje nowe modyfikacje swojego wózka inwalidzkiego, które pozwalają jej chodzić, John Henry Irons uśmiecha się i przytula ją.

## Obsada
- Shaquille O’Neal jako John Henry Irons

- Annabeth Gish jako Susan Sparks
- Judd Nelson jako Nathaniel Burke
- Richard Roundtree jako wujek Joe
- Irma P. Hall jako babcia Odessa
- Ray J jako Martin
- Hill Harper jako Slats
- Kevin Grevioux jako Singer
- Charles Napier jako pułkownik David
- Kerrie Keane jako senator Nolan
- Thom Barry jako sierżant Marcus
- Rutanya Alda jako pani Hunt

## Produkcja
Produkcję filmu „Stalowy rycerz” rozpoczął producent muzyczny Quincy Jones i jego partner David Salzman. Zarówno Jones, jak i Salzman byli fanami charakteru Steela, zwłaszcza Jones, który znalazł osobiste powody, by wesprzeć projekt. Jones stwierdził, że perspektywa przyszłości dzieci zmieniła się na gorsze, a nienawidzi obserwować młodych ludzi, którzy nie wierzą w swoją przyszłość. "Stalowy rycerz" – nie używa słowa „superbohater”, ponieważ nie lata ani nic w tym stylu – jest wzorem do naśladowania. Nazwijmy go po prostu „super człowiekiem”.'"

### Scenariusz
Kenneth Johnson jest scenarzystą i reżyserem filmu „Stalowy rycerz”. Johnson początkowo nie był zainteresowany zrobieniem filmu o superbohaterach, odrzucając wcześniej ofertę adaptacji filmowych The Bionic Woman, Alien Nation, i The Incredible Hulk. Producent filmowy Joel Simon opisał "Stalowego rycerza" jako inną postać, stwierdzając, że był "rycerzem w lśniącej zbroi we współczesnym świecie". Aby to odzwierciedlić, Johnson zdjął pelerynę "Stalowego rycerza" z jego kostiumu.
Johnson opisał osobowość Steela jako "blue-collar Batmana" i usunął Steela ze swojego komiksu i zastąpił go bohaterami i przeciwnikami przez siebie wymyślonych. Aby pomóc w miejskich aspektach dialogu, Johnson wziął kopię scenariusza South Central Los Angeles i spędził dzień z grupą dzieciaków, aby upewnić się, że język niektórych postaci jest bardziej wiarygodny. W całym filmie i scenariuszu Johnson stworzył kilka aluzji do swojego poprzedniego serialu telewizyjnego Alien Nation.

### Plan
Plan kręcenia obejmował pięćdziesiąt jeden dni i trzydzieści dwie pełne noce kręcone w centrum miasta Los Angeles. Harmonogram zdjęć przysparzał reżyserowi trudności ze względu na harmonogram gwiazdy Shaquille O’Neal. O’Neal był już zaangażowany w grę w 1996 Letnie Igrzyska, i szkolenia na Los Angeles Lakers' obóz na Hawaii. To pozostawiło Johnsonowi pięć tygodni na zakończenie kręcenia wszystkich scen z O’Nealem. O’Neal jeden raz przeczytał scenariusz przed igrzyskami olimpijskimi, a następnie pracował z trenerem aktorskim Benem Martinem pomiędzy meczami nad swoją postacią. Kiedy O’Neal wrócił do gry z resztą obsady, zapamiętał wszystkie swoje kwestie.

## Ścieżka dźwiękowa
Oprócz aktorstwa w filmie Shaquille O’Neal przyczynił się do powstania ścieżki dźwiękowej do filmu. Singiel "Men of Steel" pokazał go raperom KRS-One, Ice Cube, B-Real, i Peter Gunz. Ścieżka dźwiękowa została wydana przez wytwórnię Quincy Jonesa Qwest Records i zawierała utwory do filmu przez niego aranżowane. Album trafił na listę przebojów w Stanach Zjednoczonych w serwisie Billboard 200 pod numerem 185 i na Top R&B/Hip-Hop Albums pod numerem 26.

## Przyjęcie

### Dochody ze sprzedaży
Premiera Stalowego rycerza miała miejsce w Stanach Zjednoczonych 15 sierpnia, 1997. Film „Stalowy rycerz” został uznany za dużą bombę kasową w dniu premiery z szacowanym budżetem 16 milionów dolarów, zarobił nieco ponad 1,7 miliona dolarów.

### Krytyka
Stalowy rycerz został krytycznie oceniony w dniu premiery. Na Rotten Tomatoes, film ma ocenę 12%, na podstawie 26 opinii, ze średnią oceną 3.04/10. The site's consensus reads, "Stalowy rycerz" to film bardzo słaby pod względem warsztatu aktorskiego, który oddaje się nie tylko stereotypom o superbohaterach ale również banalnym filmom telewizyjnym tygodnia. " Ankietowanemu odbiorcy CinemaScore przyznała filmowi średnią ocenę „B” w skali od A + do F..
Leonard Kladly z Variety napisał, że film jest „zbyt obszerny i epizodyczny, aby przyciągnąć cokolwiek innego niż najbardziej niewymagający tłum." Peter Stack z San Francisco Chronicle opisał go jako „znośny prostacki film”, który „gra jak kreskówka z sobotniego poranka." Lawrence Van Gelder z The New York Times stwierdził, że film „powoli nabiera rozpędu i generuje niewielkie emocje lub napięcie." Shaquille O’Neal zdobył Razzie Award nominacja do tytułu Najgorszego Aktora za rolę w filmie, ale przegrał z Kevin Costner dla The Postman.
Mimo negatywnego odbioru filmu krytycy chwalili Annabeth Gish w roli poruszającej się na wózku Susan Sparks. The New York Times nazwał rolę Gisha „mocnym występem." The San Francisco Chronicle Zauważył, że „staje się także pierwszą bohaterką akcji kobiety na wózku inwalidzkim w hollywoodzkim filmie. Gotta give Steel some credit for that."